# (4732) Froeschlé
(4732) Froeschlé es un asteroide perteneciente al cinturón de asteroides, descubierto el 3 de mayo de 1981 por Edward Bowell desde la Estación Anderson Mesa (condado de Coconino, cerca de Flagstaff, Arizona, Estados Unidos).

## Designación y nombre
Designado provisionalmente como 1981 JG. Fue nombrado Froeschlé en honor al matrimonio de astrónomos franceses Claude y Christiane Froeschle, que desde el Observatorio de Niza, en Niza, han contribuido a nuestra comprensión de la dinámica de los cuerpos menores (asteroides, cometas, meteoritos y partículas de polvo) por análisis numérico de su evolución orbital.

## Características orbitales
Froeschlé está situado a una distancia media del Sol de 3,159 ua, pudiendo alejarse hasta 3,385 ua y acercarse hasta 2,933 ua. Su excentricidad es 0,071 y la inclinación orbital 16,85 grados. Emplea 2051 días en completar una órbita alrededor del Sol.

## Características físicas
La magnitud absoluta de Froeschlé es 11,4. Tiene 30,872 km de diámetro y su albedo se estima en 0,042.